# Витманн, Михал
Михал Витманн (чеш. Michal Witmann; умер 21 июня 1621, Прага, Чешское королевство) — пражский мещанин, член городского совета Нове-Места. Примкнул к антигабсбургскому восстанию 1618 года. После поражения был приговорён к смерти за измену, оскорбление величества и подстрекательство народа к мятежу и казнён на Староместской площади вместе с 26 своими товарищами.  Поскольку очерёдность зависела от социального положения осуждённых (сначала паны, потом рыцари, потом мещане), Витманна обезглавили предпоследним, 26-м.
Имя Михала Витманна выбито на мемориальной доске, которую установили на стене Староместской ратуши. О казни его и товарищей напоминают кресты на брусчатке на Староместской площади.